# Ciornoholova, Velîkîi Bereznîi
Ciornoholova (în ucraineană Чорноголова) este o comună în raionul Velîkîi Bereznîi, regiunea Transcarpatia, Ucraina, formată numai din satul de reședință.

## Demografie
Componența lingvistică a comunei Ciornoholova
     Ucraineană (99,04%)
     Alte limbi (0,96%)
Conform recensământului din 2001, majoritatea populației comunei Ciornoholova era vorbitoare de ucraineană (99,04%), existând în minoritate și vorbitori de alte limbi.